# 九階滝
九階滝（きゅうかいたき）は、秋田県北秋田市森吉にある滝。名前の通り9段からなる段瀑で、上部は小さく8段に分かれた段瀑と、下部は蟻地獄のようなすり鉢状のスラブを一気に60m滑り落ちる9段目とで構成されている。粒様沢の上流にあたる様ノ沢源流部は、屹立する一枚岩のスラブが2km近くも連続しており、下流からの遡行はこのスラブと2つの無名滝ら遮られて登ることが非常に困難で、地元のマタギの間でも「神様の沢」として畏怖され、昔から近寄れなかったと伝えられる秘境滝であり、「幻の滝」とも呼ばれる。直接至る登山ルートはなく、沢登りでしか到達することができない。隣接する比較的なだらかな赤水沢を遡行し、スラブの合間を縫って尾根まで上がると遠望を望むことができる。

## 地質
九階滝のある粒様沢が流れる森吉山、椈森一帯は新第三紀末火山岩に分類される安山岩や石英安山岩からなる層に覆われ、田沢酸性火山岩と呼ばれている。西の森吉火山、東の焼山火山付近は火山から噴出した輝石安山岩に代表される第四紀火山岩に被覆されている。九階滝はちょうど森吉山と焼山の中間に位置し、田沢酸性火山岩の分布地域に属する海抜800～1,000m前後の台地性地形と海抜450～900m前後の峻瞼な渓谷で構成されており、侵食輪廻の壮年期地形を呈している。そのため、この岩類の地域の沢川は急峻な渓谷を形成し、早瀬や滝が多く形成される。また田沢酸性火山岩類の火山砕屑流の末端部では，高さ80～150mの急崖を作る場合がある。

## 交通アクセス
北秋田市の国道105号阿仁前田交差点を東に曲がり県道309号を東に進む。小又山第二発電所を過ぎ、国民宿舎森吉山荘の先で右折し森吉山麓高原方面へ向かう（ヒバクラ登山口、西の又沢橋方面）。約3km南下すると三叉路が現れるので森吉山麓高原方面へ左折し、約2km進むと森吉山県立自然公園内に入る。公園内をさらに進み、森吉山野生鳥獣センターに着くので駐車する。遊歩道が南に広がっているので赤水沢方面へ進んで入渓する。

## 行程
- 九階滝に至るルートは遡行を必要とする超上級者コースで、懸垂下降を含む沢登りの経験が必須で、ガイドの随行が推奨される[1][5]。
- 森吉山野生鳥獣センターから遊歩道を使って桃洞の滝方面へ向かう。しばらく進むと赤水沢で道が途切れるので、ここから入渓する。
- 赤水沢は平坦なスラブやナメが続く比較的歩きやすい沢[3]で、水深も浅いが時折ポットホールがあるので注意して上流へと進む。やがて、赤水沢の本流と桃洞滝のあるトウド沢に分岐するので、本流の方（左）へと進む。分岐から1km近く進むと両岸が木々かなくなりツルツルの岩肌のスラブとなる。さらに500mほど進んだ無名の小沢から左の尾根に取り付き、尾根上まで一気に急登する（明確な目印はない）。
- 尾根上は幅はないが細長いテラス状になっており、ここから九階滝が対岸に遠望できる[1]。
- 滝前へ行くためには、ここから様ノ沢へ急下降する。場所によって下部が木々のない岩肌のスラブになっており、ルートを間違えると降りられない。比較的木々の多い尾根を選びながら約100m高度を下げる必要がある。場所によって懸垂下降が必要である[2]。
- 沢まで下ると様ノ沢の支流に降りるので、支流の沢に沿って200m程下ると本流に合流する。ここから本流を上流に進むと九階滝直下に出る。直下に出ると最下段の9段目しか見ることが出来ない[2]。
- 帰路は行きの道程を登り返す。様ノ沢下流は両岸ともスラブが延々と続くため尾根へのエスケープルートがなく、間違っても下らないこと。

## ギャラリー

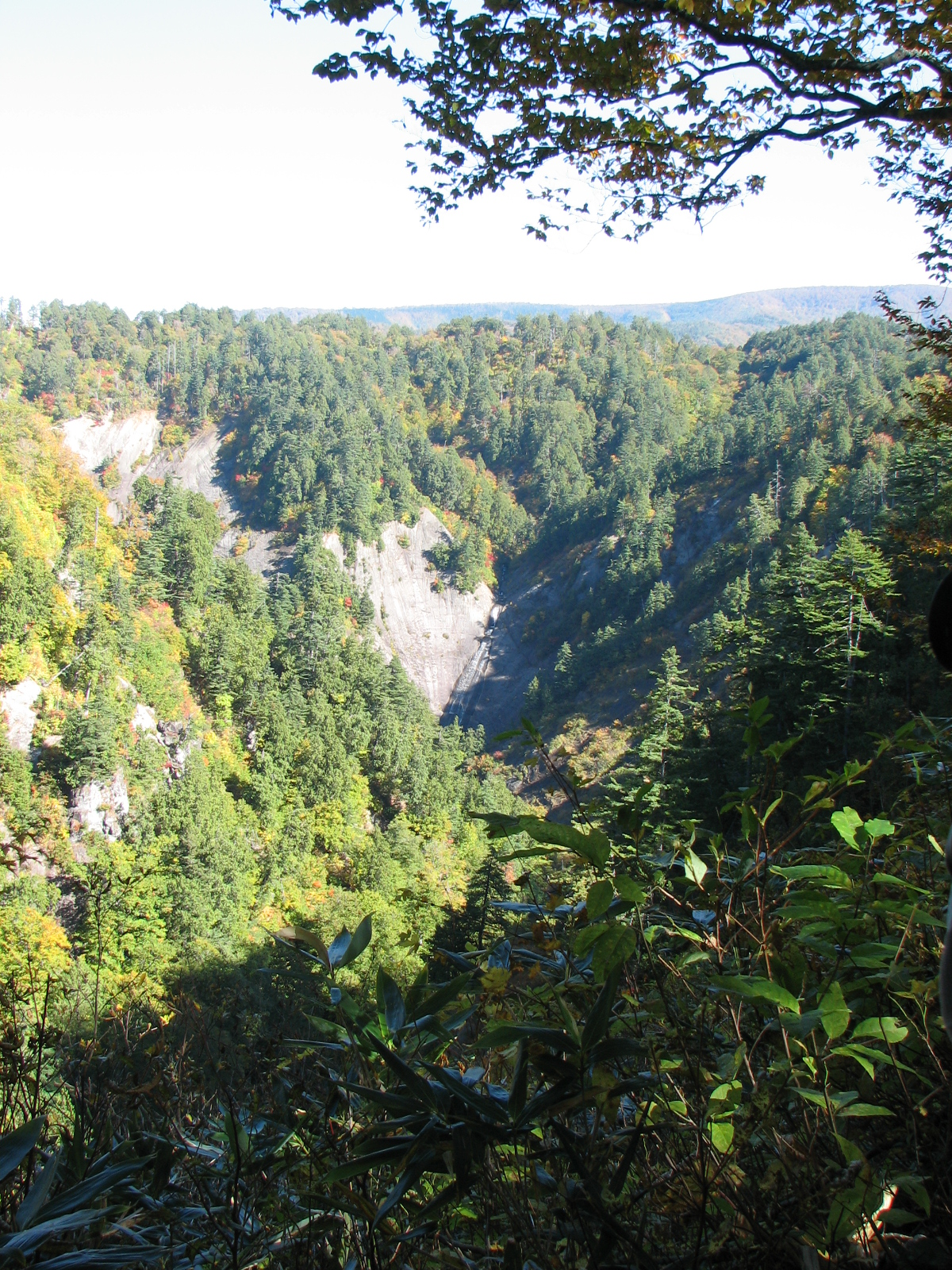
九階滝遠望 赤水沢側尾根から （2006年10月）
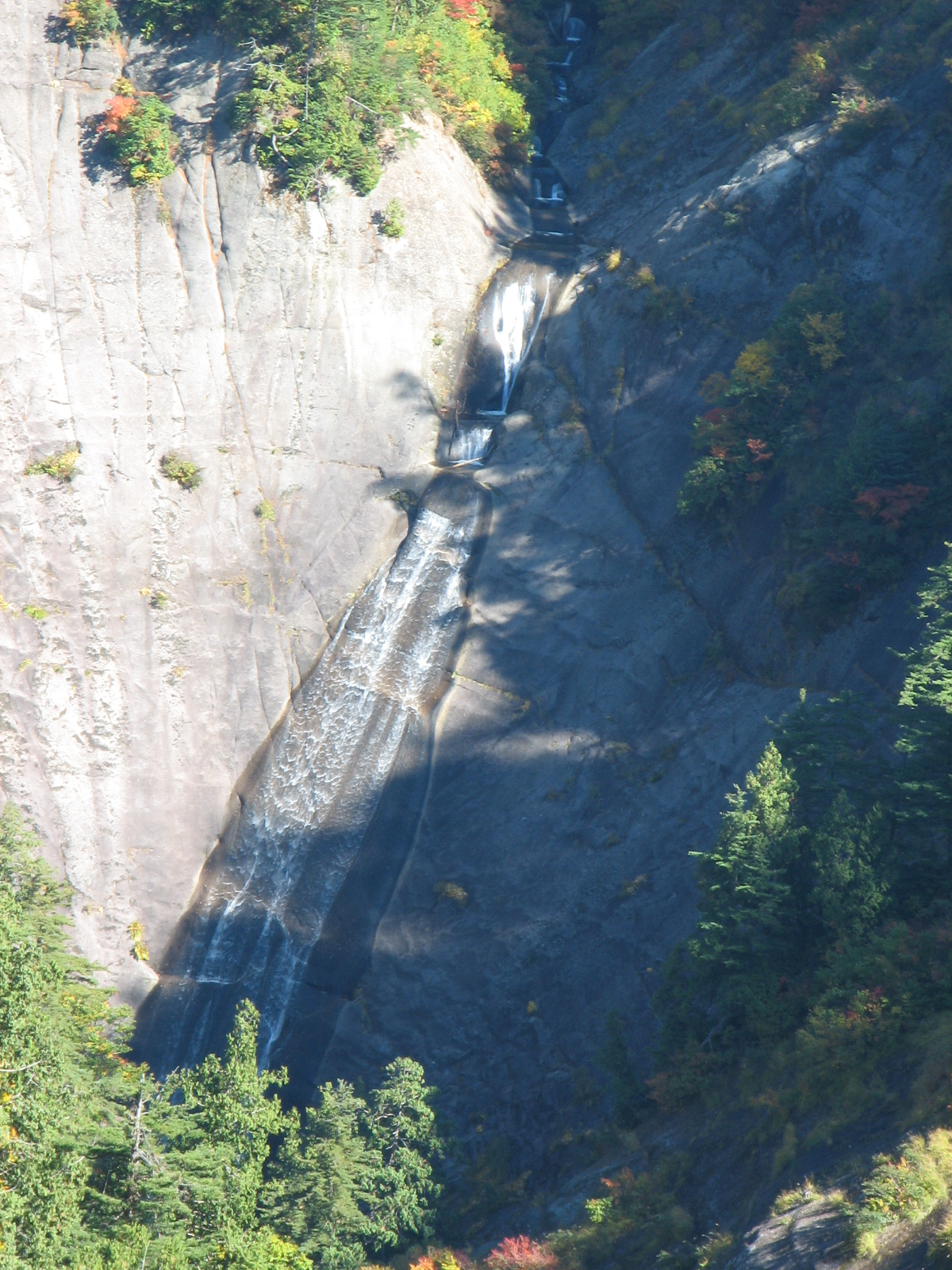
九階滝全景 赤水沢側尾根から （2006年10月）
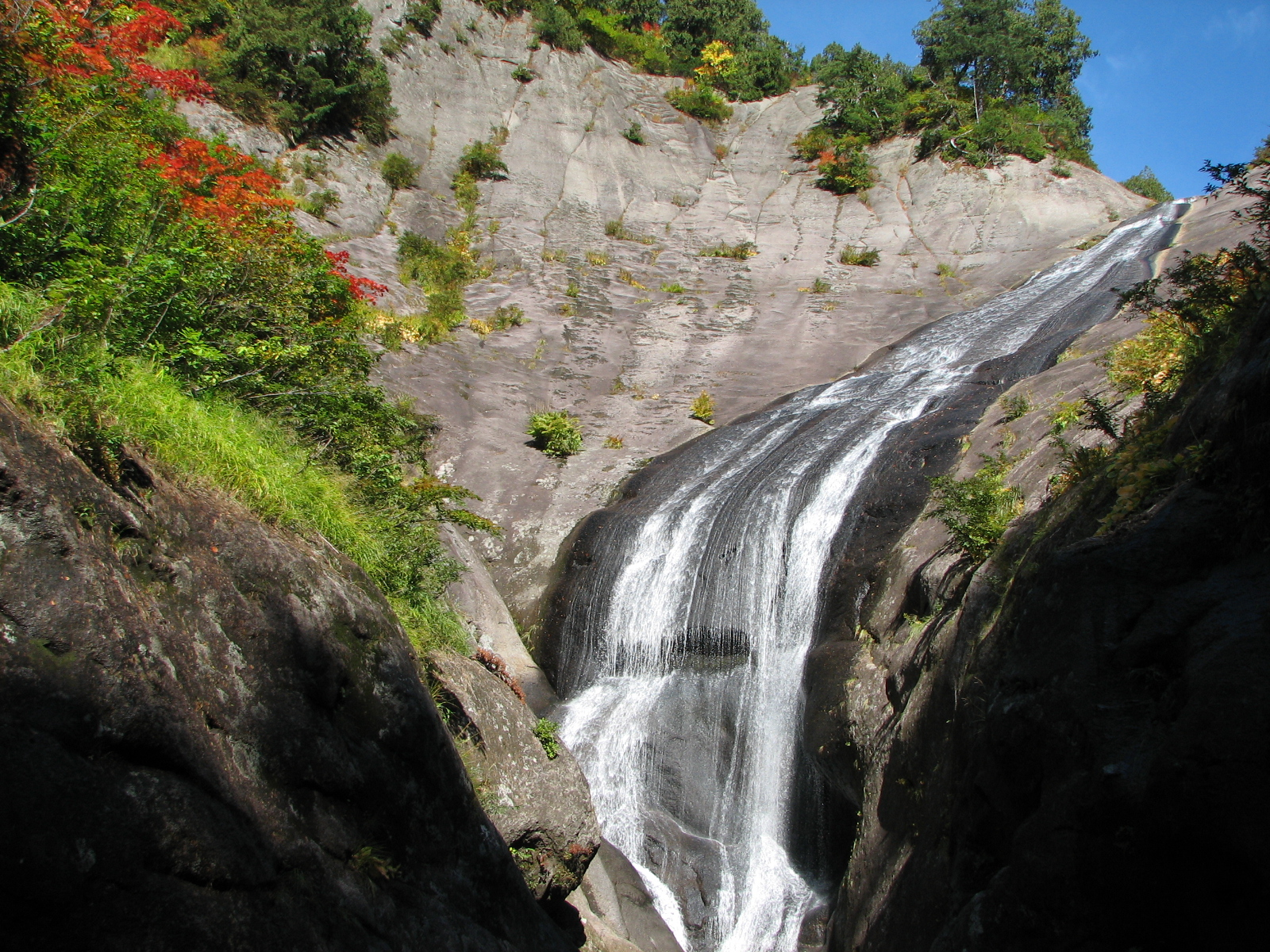
九階滝全景 滝下から （2006年10月）
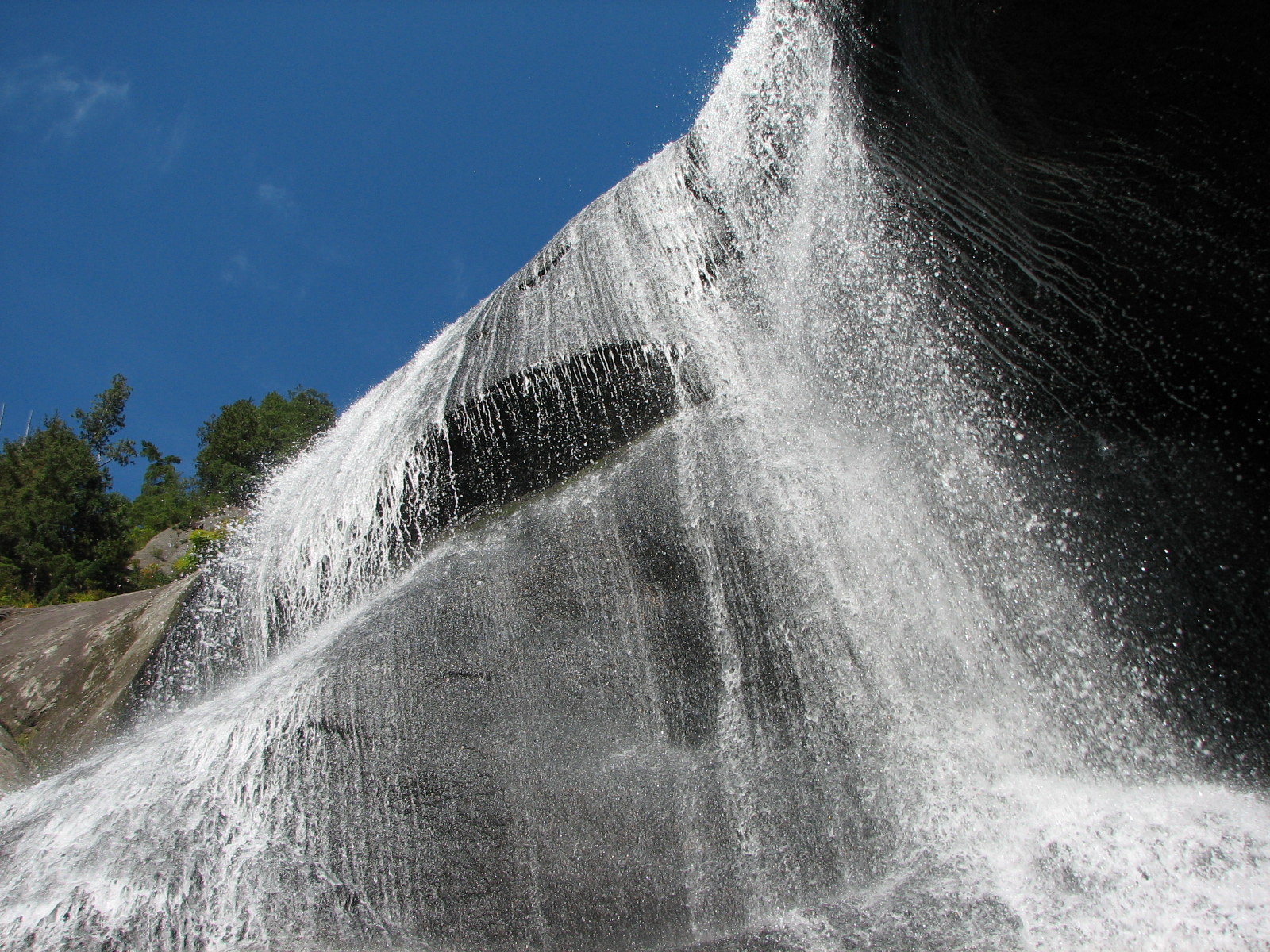
九階滝直下 （2006年10月）